# امحمد يوسفي
يوسفي امحمد هو المدير العام للأمن الوطني الجزائري للفترة بين يناير 1963 و أكتوبر 1963 خلفاً لسابقه المحامي مجاد محمد، وقد كان يوسفي امحمد مسؤول كبير في المنظمة الخاصة (الجناح شبه العسكري لحزب الشعب) ومن أهم رجال حرب التحرير الوطنية.